# Бориса Тютюнджиева
Бориса Николаева Тютюнджиева е български модел и актриса.

## Биография
Бориса Тютюнджиева е родена на 11 октомври 1990 г. в град София.

### Образование
Завършва бизнес администрация във филиала на Международното висше бизнес училище в Правец с диплома на „Сити Юнивърсити“, Сиатъл.

### Кариера
Започва своята кариера през 2006 г., когато печели конкурса „Кралица на красотата“. Същата година представя България на конкурса „Мис Кралица на красотата“ в Китай. След това Бориса започва кариера на модел в Италия, като рекламира марките „Нивеа“, „Кавали“ и „Дукати“. През 2010 г. се снима за мъжкото списание „Максим“. През 2012 г. се снима в петата част на американската хорър поредица „Погрешен завой“ (в ролята на Линда). През същата година участва в четвъртата и последна част на „Спокойно езеро“ в ролята на сексапилно момиче. През 2014 г. е участник във втория сезон на популярното риалити шоу „Къртицата“ по TV7. Там тя достига почти до финала на шоуто. Бориса е собственик на Chikozia.